# Mauran
Mauran (okzitanisch gleichlautend) ist eine französische Gemeinde mit 203 Einwohnern (Stand: 1. Januar 2022) im Département Haute-Garonne in der Region Okzitanien (zuvor Midi-Pyrénées). Mauran gehört zum Arrondissement Muret und zum Kanton Cazères. Die Einwohner werden Mauranais genannt.

## Geografie
Mauran liegt etwa 59 Kilometer südwestlich von Toulouse. Die Garonne begrenzt die Gemeinde im Norden. Mauran wird umgeben von den Nachbargemeinden Martres-Tolosane im Norden und Nordwesten, Palaminy im Osten und Nordosten, Montclar-de-Comminges im Süden sowie Roquefort-sur-Garonne im Westen und Südwesten.

## Bevölkerungsentwicklung
| Jahr                       | 1962 | 1968 | 1975 | 1982 | 1990 | 1999 | 2006 | 2017 |
| Einwohner                  | 136  | 124  | 104  | 117  | 130  | 119  | 159  | 233  |
| Quellen: Cassini und INSEE |      |      |      |      |      |      |      |      |

## Sehenswürdigkeiten
- Kirche Saint-Martin
- Schloss Mauran